# Giải bóng đá hạng nhất quốc gia Quần đảo Faroe
Giải bóng đá hạng nhất quốc gia Quần đảo Faroe (tiếng Iceland: 1. deild) là giải bóng đá cấp độ thứ hai của bóng đá Quần đảo Faroe. Giải được thành lập năm 1976, tổ chức bởi Hiệp hội bóng đá Quần đảo Faroe. Giải đấu từng thuộc cấp độ cao nhất của bóng đá Quần đảo Faroe nhưng đã được thay thế bởi Giải bóng đá ngoại hạng Quần đảo Faroe năm 2005.
Hiện tại có 10 câu lạc bộ tham gia thi đấu. Cuối mỗi mùa giải, có hai đội xuống hạng và hai đội được lên hạng từ 2. deild, với một thực tế là đội vô địch ở bất cứ hạng đấu nào không được có đội chính của câu lạc bộ đó trong hạng đấu được lên hạng. Nếu thuộc trường hợp đó thì đội á quân sẽ được thăng hạng. Nếu một câu lạc bộ bị xuống chơi ở hạng đấu nơi có một trong những đội của câu lạc bộ đó thì đội tốt thứ hai sẽ xuống một hạng đấu, do đó giúp một đội bóng khác không bị xuống hạng.

## Lịch sử
Năm 1976, hệ thống giải bóng đá Quần đảo Faroe được tổ chức lại. Điều này dẫn đến sự thành lập của 1. deild. Nó thay thế cho Meistaradeildin như là giải bóng đá cao nhất. Cũng từ mùa giải đó trở đi, các đội cao nhất ở 2. deild được lên hạng 1. deild. Câu lạc bộ đầu tiên được thăng hạng là Fram Tórshavn sau khi giành chức vô địch lần đầu tiên trong lịch sử đội bóng, mặc dù mùa giải sau đó họ xếp cuối bảng 1. deild và trở lại 2. deild.

## Câu lạc bộ mùa giải 2014
- 07 Vestur – Xuống hạng từ Effodeildin 2013
- AB Argir II – Thăng hạng từ 2. deild 2013
- B36 Tórshavn II
- EB/Streymur II
- FC Suðuroy
- HB Tórshavn II
- KÍ Klaksvík II
- NSÍ Runavík II – Thăng hạng từ 2. deild 2013
- TB Tvøroyri – Xuống hạng từ Effodeildin 2013
- Vikingur II

## Mùa giải 1. deild
| Mùa giải | Vô địch         | Á quân          | Vua phá lưới                                                                                                |
| -------- | --------------- | --------------- | --- |
| 1943     | HB Tórshavn II  |                 | |
| 1944     | No Tournament   | No Tournament   | No Tournament                                                                                               |
| 1945     | KÍ Klaksvík II  |                 | |
| 1946     | Royn Hvalba     |                 | |
| 1947     | B36 Tórshavn II |                 | |
| 1948     | TB Tvøroyri II  |                 | |
| 1949     | KÍ Klaksvík II  |                 | |
| 1950     | B36 Tórshavn II |                 | |
| 1951     | KÍ Klaksvík II  |                 | |
| 1952     | B36 Tórshavn II |                 | |
| 1953     | KÍ Klaksvík II  |                 | |
| 1954     | KÍ Klaksvík II  |                 | |
| 1955     | B36 Tórshavn II |                 | |
| 1956     | KÍ Klaksvík II  |                 | |
| 1957     | B36 Tórshavn II |                 | |
| 1958     | B36 Tórshavn II |                 | |
| 1959     | KÍ Klaksvík II  |                 | |
| 1960     | SÍF Sandavágur  |                 | |
| 1961     | B36 Tórshavn II |                 | |
| 1962     | B36 Tórshavn II |                 | |
| 1963     | KÍ Klaksvík II  |                 | |
| 1964     | VB Vágur        |                 | |
| 1965     | B36 Tórshavn II |                 | |
| 1966     | HB Tórshavn II  |                 | |
| 1967     | B36 Tórshavn II |                 | |
| 1968     | B36 Tórshavn II |                 | |
| 1969     | SÍ Sørvágur     |                 | |
| 1970     | SÍF Sandavágur  |                 | |
| 1971     | B36 Tórshavn II |                 | |
| 1972     | KÍ Klaksvík II  |                 | |
| 1973     | SÍF Sandavágur  |                 | |
| 1974     | KÍ Klaksvík II  |                 | |
| 1975     | KÍ Klaksvík II  |                 | |
| 1976     | Fram Tórshavn   | B68 Toftir      | |
| 1977     | MB Miðvágur     | HB Tórshavn II  | |
| 1978     | NSÍ Runavík     | Royn Hvalba     | |
| 1979     | GÍ Gøta         | B68 Toftir      | |
| 1980     | B68 Toftir      | Royn Hvalba     | |
| 1981     | Leirvík ÍF      | MB Miðvágur     | |
| 1982     | MB Miðvágur     | NSÍ Runavík     | |
| 1983     | NSÍ Runavík     | Royn Hvalba     | |
| 1984     | ÍF Fuglafjørður | Royn Hvalba     | |
| 1985     | B36 Tórshavn    | Royn Hvalba     | |
| 1986     | VB Vágur        | ÍF Fuglafjørður | |
| 1987     | ÍF Fuglafjørður | B36 Tórshavn    | |
| 1988     | B71 Sandoy      | SÍF Sandavágur  | |
| 1989     | MB Miðvágur     | TB Tvøroyri     | |
| 1990     | NSÍ Runavík     | SÍ Sumba        | |
| 1991     | B71 Sandoy      | SÍF Sandavágur  | Torkil Nielsen (SÍF, 13 bàn)                                                                                |
| 1992     | Leirvík ÍF      | ÍF Fuglafjørður | Kaj Eli Olsen (LÍF, 17 bàn)                                                                                 |
| 1993     | NSÍ Runavík     | EB/Streymur     | Jack Jacobsen (NSÍ, 14 bàn)                                                                                 |
| 1994     | VB Vágur        | FS Vágar        | John Olsen (LÍF, 14 bàn)                                                                                    |
| 1995     | HB Tórshavn II  | ÍF Fuglafjørður | Eyðolvur Reinert-Petersen (ÍF, 16 bàn)                                                                      |
| 1996     | NSÍ Runavík     | HB Tórshavn II  | René Thomsen (Sumba, 15 bàn)                                                                                |
| 1997     | SÍ Sumba        | B36 Tórshavn II | Aleksandar Radosavljević (TB, 23 bàn)                                                                       |
| 1998     | B71 Sandoy      | Leirvík ÍF      | Eli Hentze (B71, 15 bàn)                                                                                    |
| 1999     | FS Vágar        | Leirvík ÍF      | Birgir Joensen (FS Vágar, 21 bàn)                                                                           |
| 2000     | EB/Streymur     | ÍF Fuglafjørður | Eyðun Samuelsen (HB II, 14 bàn)                                                                             |
| 2001     | TB Tvøroyri     | Skála ÍF        | Jan Berg Jørgensen (ÍF, 13 bàn)                                                                             |
| 2002     | FS Vágar        | B71 Sandoy      | Birgir Jørgensen (VB II, 14 bàn)                                                                            |
| 2003     | ÍF Fuglafjørður | TB Tvøroyri     | Kaj Roest (TB, 12 bàn)                                                                                      |
| 2004     | TB Tvøroyri     | B71 Sandoy      | Aleksandar Radosavljević (Royn, 16 bàn) Jónsvein Thomsen (B71, 16 bàn) Sonny B. Johansen (FS Vágar, 16 bàn) |
| 2005     | B68 Toftir      | B71 Sandoy      | Súni Fríði Barbá (AB, 31 bàn)                                                                               |
| 2006     | B71 Sandoy      | AB Argir        | Clayton Nascimento (B71, 27 bàn)                                                                            |
| 2007     | B68 Toftir      | ÍF Fuglafjørður | Dánial Hansen (B68, 22 bàn)                                                                                 |
| 2008     | 07 Vestur       | AB Argir        | Tróndur Sigurðsson (AB, 25 bàn)                                                                             |
| 2009     | VB/Sumba        | B71 Sandoy      | Jón Krosslá Poulsen (VB/Sumba, 25 bàn)                                                                      |
| 2010     | 07 Vestur       | KÍ Klaksvík     | Jens Erik Rasmussen (07 Vestur, 17 bàn)                                                                     |
| 2011     | FC Suðuroy      | TB Tvøroyri     | John T. Poulsen (FC Suðuroy, 27 bàn)                                                                        |
| 2012     | 07 Vestur       | AB Argir        | Bjartur Kjærbo (AB, 20 bàn)                                                                                 |
| 2013     | B68 Toftir      | Skála ÍF        | Jonleif Højgaard (B68, 24 bàn)                                                                              |
| 2014     | TB Tvøroyri     | FC Suðuroy      | Patrik Johannesen (FC Suðuroy, 17 bàn)                                                                      |
| 2015     | Skála ÍF        | B68 Toftir      | Brian Jacobsen (Skála, 32 bàn)                                                                              |
| 2016     | EB/Streymur     | 07 Vestur       | Leif Niclasen (EB/Streymur, 36 bàn)                                                                         |
| 2017     | AB Argir        | Vikingur II     | Bjarki Nielsen (AB, 19 goals)                                                                               |
| 2018     | ÍF Fuglafjørður | NSÍ Runavík II  | Jan Ellingsgaard (ÍF, 21 goals)                                                                             |

### Thành tích theo câu lạc bộ
| Câu lạc bộ      | Số danh hiệu | Danh hiệu gần đây nhất |
| --------------- | ------------ | ---------------------- |
| B36 Tórshavn II | 12           | 1971                   |
| KÍ Klaksvík II  | 11           | 1975                   |
| NSÍ Runavík     | 5            | 1996                   |
| B68 Toftir      | 4            | 2013                   |
| B71 Sandoy      | 4            | 2006                   |
| ÍF Fuglafjørður | 4            | 2018                   |
| TB Tvøroyri     | 3            | 2014                   |
| 07 Vestur       | 3            | 2012                   |
| HB Tórshavn II  | 3            | 1995                   |
| VB Vágur        | 3            | 1994                   |
| MB Miðvágur     | 3            | 1989                   |
| SÍF Sandavágur  | 3            | 1973                   |
| EB/Streymur     | 2            | 2016                   |
| FS Vágar        | 2            | 2002                   |
| Leirvík ÍF      | 2            | 1992                   |
| Skála           | 1            | 2015                   |
| AB Argir        | 1            | 2017                   |
| FC Suðuroy      | 1            | 2011                   |
| VB/Sumba        | 1            | 2009                   |
| SÍ Sumba        | 1            | 1997                   |
| B36 Tórshavn    | 1            | 1985                   |
| GÍ Gøta         | 1            | 1979                   |
| Fram Tórshavn   | 1            | 1976                   |
| SÍ Sørvágur     | 1            | 1969                   |
| TB Tvøroyri II  | 1            | 1948                   |
| Royn Hvalba     | 1            | 1946                   |

Các đội bóng in đậm đang thi đấu ở 1. deild. 

Các đội bóng in nghiêng không còn tồn tại.